# Владишка кула (Соволяно)
Владишката кула (къща) е жилищна отбранителна кула в чифлика на кюстендилския митрополит Игнатий в село Соволяно, община Кюстендил.

## Местоположение, история, архитектурни и художествени особености
Кулата се намира в центъра на село Соволяно, от дясната страна на шосето за село Драговищица. Изградена е през 1864 г. от кюстендилския митрополит Игнатий.
Каменните фасади са разнообразени от бойниците на приземния етаж и арките на прозорците с дървени капаци, предвходната арка – ниша, проведена в двата етажа. Тежката дървена врата към салона на приземието е усилена с хоризонтална плъзгаща се греда. В приземието е разположен салон с настилка от каменни плочи, около който са разположени столова, кухня с камина, винарна и др. В дъното на салона е стълбата за горния етаж. Жилищния етаж се състои от Т-образен салон с кьошк над стълбището, камина и алафранка и жилищни помещения.
Къщата е паметник на културата. Понастоящем се нуждае от спешни възстановителни работи.>